# Groupe des régulateurs européens des services de médias audiovisuels
Le groupe des régulateurs européens des services de médias audiovisuels (en anglais, European Regulators Group for Audiovisual Media Services ou ERGA, en allemand Gruppe europäischer Regulierungsstellen für audiovisuelle Mediendienste) est un groupe européen rassemblant des autorités de régulation de l’audiovisuel des 27 États membres de l'Union européenne,.

## Historique
Le groupe des régulateurs européens des services de médias audiovisuels est créé par une décision de la Commission européenne du 3 février 2014, en application de l’article 30 de la directive SMA (services de médias audiovisuels).

## Mission
Le groupe des régulateurs européens des services de médias audiovisuels a pour but d'apporter une contribution coordonnée et opérationnelle à la Commission européenne dans l’évolution du cadre juridique européen, sur des sujets aussi décisifs pour l’évolution de la régulation de l’audiovisuel que la convergence des services de médias à l’ère du numérique, la protection des publics, la liberté d’expression et le pluralisme, et l’affirmation de l’indépendance des autorités de régulation,.

## Membres
- Allemagne : Die Medienanstalten, Autorités de régulation des médias
- Autriche : Kommunikationsbehörde Austria (KommAustria), Autorité autrichienne des communications ;
- Belgique : Conseil supérieur de l'audiovisuel (CSA) ;
- Bulgarie : (bulgare : Съветът за електронни медии (CEM), Conseil pour les médias électroniques
- Chypre : (grec moderne : Αρχή Ραδιοτηλεόρασης Κύπρου, Autorité chypriote de l’audiovisuel ;
- Croatie : Agencija za elektronicke medije, Agence des médias électroniques ;
- Danemark : Radio og tv-nævnet, Conseil pour la radio et de la télévision ;
- Espagne : Consejo Audiovisual de Andalucía, Conseil audiovisuel d'Andalousie ; Consell de l'Audiovisual de Catalunya, Conseil audiovisuel de Catalogne ;
- Estonie : Tehnilise Järelevalve Amet (TJA), Autorité de surveillance technique ;
- Finlande : Mediakasvatus- ja kuvaohjelmakeskus (MEKU), Centre pour l'éducation aux médias et pour l'audiovisuel ;
- France : Autorité de régulation de la communication audiovisuelle et numérique (ARCOM) ;
- Grèce : (grec moderne : Εθνικό Συμβούλιο Ραδιοτηλεόρασης (grec moderne : ΕΣΡ), Conseil national de l'audiovisuel ;
- Hongrie : Nemzeti Média- és Hírközlési Hatóság, Autorité nationale des médias et des communications ;
- Irlande : Údarás Craolacháin na hÉireann, Autorité de l'audiovisuel en Irlande ;
- Italie : Autorità per le garanzie nelle comunicazioni (AGCOM), Autorité des communications ;
- Lettonie : Sabiedrisko pakalpojumu regulēšanas komisija, La Commission de régulation des services publics ;
- Lituanie : Lietuvos radijo ir televizijos komisija (LRTK), Conseil lituanienne pour la radio et de la télévision ;
- Luxembourg : Autorité Luxembourgeoise Indépendante de l'Audiovisuel (Alia) ;
- Malte : Malta Broadcasting Authority, Autorité de l'Audiovisuel à Malte ;
- Pays-Bas : Commissariaat voor de Media, Autorité pour les médias ;
- Pologne : Krajowa Rada Radiofonii i Telewizji (KRRiT), Conseil national pour la radiodiffusion et de la télévision ;
- Portugal : Entidade Reguladora para a Comunicação Social, Conseil de régulation des médias ;
- République tchèque : Rada pro rozhlasové a televizní vysílání, Conseil pour la radiodiffusion et la télédiffusion ;
- Roumanie : Consiliul National al Audiovizualului (CNA), Conseil national de l'audiovisuel ;
- Slovaquie : Telekomunikačný úrad Slovenskej republiky, bureau de régulation des télécommunications de Slovaquie
- Slovénie : Svet za Radiodifuzujo, Conseil de l'audiovisuel ;
- Suède : Myndigheten för radio och tv, (Autorité de la radio et de la télévision).

## Direction
4 mars 2014 - 2015 :  Olivier Schrameck